# Raymond (Dakota del Sud)
Raymond és una població dels Estats Units a l'estat de Dakota del Sud. Segons el cens del 2000 tenia 86 habitants.

## Demografia
Segons el cens del 2000, Raymond tenia 86 habitants, 37 habitatges, i 23 famílies. La densitat de població era de 127,7 habitants per km².
Dels 37 habitatges en un 32,4% hi vivien nens de menys de 18 anys, en un 51,4% hi vivien parelles casades, en un 5,4% dones solteres, i en un 37,8% no eren unitats familiars. En el 35,1% dels habitatges hi vivien persones soles el 18,9% de les quals corresponia a persones de 65 anys o més que vivien soles. El nombre mitjà de persones vivint en cada habitatge era de 2,32 i el nombre mitjà de persones que vivien en cada família era de 3,09.
Per edats la població es repartia de la següent manera: un 29,1% tenia menys de 18 anys, un 1,2% entre 18 i 24, un 27,9% entre 25 i 44, un 17,4% de 45 a 60 i un 24,4% 65 anys o més.
L'edat mediana era de 38 anys. Per cada 100 dones de 18 o més anys hi havia 110,3 homes.
La renda mediana per habitatge era de 33.750 $ i la renda mediana per família de 36.250 $. Els homes tenien una renda mediana de 20.833 $ mentre que les dones 15.625 $. La renda per capita de la població era de 14.660 $. Entorn del 13,6% de les famílies i el 17,3% de la població estaven per davall del llindar de pobresa.

## Poblacions més properes
El següent diagrama mostra les poblacions més properes.